# シュトラッケア (小惑星)
シュトラッケア (1019 Strackea) は小惑星帯に位置する小惑星。ハンガリア群の1つである。ハイデルベルクのケーニッヒシュトゥール天文台で、ドイツの天文学者カール・ラインムートによって発見された。
ドイツの天文学者グスタフ・シュトラッケに因んで命名された。彼が小惑星に直接自分の名前が付けられることを望まなかったため、ラインムートは1227番から1234番までの小惑星の頭文字を並べると "G. Stracke" となるように名前を付けたが、その後1019番にもこの名前が付けられた。